# Hyphessobrycon flammeus
Hyphessobrycon flammeus, conosciuto comunemente come tetra fiamma, è un piccolo pesce d'acqua dolce appartenente alla famiglia Characidae.

## Distribuzione e habitat
Questo pesce è diffuso nei fiumi costieri dello stato di Rio de Janeiro.

## Descrizione
Il corpo è romboidale e piuttosto allungato, molto compresso ai fianchi. L'occhio è grande, la pinna dorsale alta, l'anale allungata, la coda forcuta. La livrea presenta dorso bruno-verde, testa e dorso giallo-oro, fianchi rossastri. Sull'occhio e dopo l'opercolo branchiale sono presenti 3 strisce verticali nere. La pinna dorsale ha radice rossa, sviluppo nero e punta bianca. Le ventrali e l'anale sono rosso vivo orlate di nero. Le pettorali sono trasparenti, la pinna caudale è rossastra. Le dimensioni sono contenute: raggiunge solamente i 2,5 cm di lunghezza.

## Riproduzione
È poco conosciuta la riproduzione nel suo habitat naturale, tuttavia in acquario il Tetra fiamma si riproduce saltuariamente. La femmina depone 200-300 uova che il maschio feconda esternamente. L'incubazione dura 3 giorni circa.

## Alimentazione
Si nutre di crostacei, vermi e detriti.

## Acquariofilia
Questo pesce è spesso pescato nei luoghi d'origine per la commercializzazione in acquario.